# Championnat d'Autriche de football 1969-1970
Navigation
Saison précédente Saison suivante
La saison 1969-1970 du Championnat d'Autriche de football était la 59e édition du championnat de première division en Autriche. La Nationalliga regroupe les 16 meilleurs clubs du pays au sein d'une poule unique où ils s'affrontent deux fois au cours de la saison, à domicile et à l'extérieur. À la fin de la saison, les 3 derniers du classement sont relégués et remplacés par les 3 meilleurs clubs de Regionalliga.
C'est le club du FK Austria Vienne, tenant du titre, qui remporte le championnat en terminant en tête du classement final, avec 7 points d'avance sur le Wiener Sport-Club et 9 sur le SK Sturm Graz. C'est le 9e titre de champion d'Autriche de l'histoire du club.

## Les 16 clubs participants
| - Wiener Sport-Club - SK Rapid Vienne - FC Dornbirn - Promu de Regionalliga - Wacker AC - SK Austria Klagenfurt - FC Wacker Innsbruck - SC Eisenstadt - SV Wattens | - Linzer ASK - SK VÖEST Linz - Promu de Regionalliga - SK Admira Vienne Energie - FK Austria Vienne - Grazer AK - SK Sturm Graz - SV Austria Salzbourg - First Vienna FC - Promu de Regionalliga |

## Compétition

### Classement
Le barème utilisé pour établir le classement est le suivant :
- Victoire : 2 points
- Match nul : 1 point
- Défaite : 0 point

| Rang | Équipe                   | Pts | J  | G  | N  | P  | Bp | Bc | Diff |
| ---- | ------------------------ | --- | -- | -- | -- | -- | -- | -- | ---- |
| 1    | FK Austria Vienne T      | 45  | 30 | 19 | 7  | 4  | 63 | 31 | +32  |
| 2    | Wiener Sport-Club        | 38  | 30 | 16 | 6  | 8  | 63 | 34 | +29  |
| 3    | SK Sturm Graz            | 36  | 30 | 14 | 8  | 8  | 43 | 34 | +9   |
| 4    | Linzer ASK               | 34  | 30 | 13 | 8  | 9  | 41 | 27 | +14  |
| 5    | FC Wacker Innsbruck C    | 33  | 30 | 14 | 5  | 11 | 52 | 38 | +14  |
| 6    | SK Rapid Vienne          | 31  | 30 | 12 | 7  | 11 | 52 | 35 | +17  |
| 7    | SV Wattens               | 31  | 30 | 12 | 7  | 11 | 45 | 35 | +10  |
| 8    | SV Austria Salzbourg     | 31  | 30 | 12 | 7  | 11 | 45 | 38 | +7   |
| 9    | First Vienna FC P        | 30  | 30 | 8  | 14 | 8  | 35 | 43 | -8   |
| 10   | SK Admira Vienne Energie | 28  | 30 | 11 | 6  | 13 | 38 | 45 | -7   |
| 11   | Wacker AC                | 28  | 30 | 11 | 6  | 13 | 55 | 69 | -14  |
| 12   | SK VÖEST Linz P          | 28  | 30 | 11 | 6  | 13 | 31 | 48 | -17  |
| 13   | Grazer AK                | 27  | 30 | 8  | 11 | 11 | 37 | 35 | +2   |
| 14   | SC Eisenstadt            | 22  | 30 | 7  | 8  | 15 | 40 | 63 | -23  |
| 15   | SK Austria Klagenfurt    | 21  | 30 | 5  | 11 | 14 | 26 | 51 | -25  |
| 16   | FC Dornbirn P            | 17  | 30 | 4  | 9  | 17 | 23 | 63 | -40  |

|  | Qualification pour la Coupe des clubs champions 1970-1971                    |
|  | Qualification pour la Coupe des Coupes 1970-1971                             |
|  | Qualification pour la Coupe des villes de foires 1970-1971                   |
|  | Relégation directe en Regionalliga                                           |
|  | T Tenant du titre C Vainqueur de la Coupe d'Autriche P Promu de Regionalliga |

## Bilan de la saison
| Championnat d'Autriche de football 1969-1970 |                              |
| Champion                                     | FK Austria Vienne (9e titre) |
| Coupes et trophées                           |                              |
| Vainqueur de la Coupe d'Autriche 1969-1970   | FC Wacker Innsbruck          |
| Qualifications continentales                 |                              |
| Coupe d'Europe des clubs champions 1970-1971 | FK Austria Vienne            |
| Coupe des Coupes 1970-1971                   | FC Wacker Innsbruck          |
| Coupe des villes de foires 1970-1971         | Wiener Sport-Club            |
| Coupe des villes de foires 1970-1971         | SK Sturm Graz                |
| Promotions et relégations                    |                              |
| Promus en Nationalliga                       | WSG Radenthein               |
| Promus en Nationalliga                       | 1. Simmeringer SC            |
| Promus en Nationalliga                       | Schwarz-Weiss Bregenz        |
| Relégués en Regionalliga                     | SC Eisenstadt                |
| Relégués en Regionalliga                     | SK Austria Klagenfurt        |
| Relégués en Regionalliga                     | FC Dornbirn                  |